# 塞繆爾帕斯托區
塞繆爾帕斯托區（西班牙語：Distrito de Samuel Pastor），是秘魯的一個區，位於該國南部阿雷基帕大區的卡馬納省，始建於1944年11月3日，面積113.4平方公里，海拔高度26米，2005年人口13,264，人口密度每平方公里120人。